# Lomborg Sogn
Lomborg Sogn var et sogn i Lemvig Provsti (Viborg Stift). Sognet blev 22. august 2019 lagt sammen med Rom Sogn og indgår nu i Lomborg-Rom Sogn.
I 1800-tallet var Rom Sogn anneks til Lomborg Sogn. Begge sogne hørte til Skodborg Herred i Ringkøbing Amt. Lomborg-Rom sognekommune blev ved kommunalreformen i 1970 indlemmet i Lemvig Kommune.
I det tidligere Lomborg Sogn findes følgende autoriserede stednavne:
- Armose (bebyggelse)
- Bakhus (bebyggelse)
- Damsmark (bebyggelse)
- Dollemose (areal)
- Glarbjerg (bebyggelse)
- Hveskær (areal)
- Hvingelby (bebyggelse)
- Kjelder (bebyggelse)
- Kronhede Plantage (areal)
- Lomborg (bebyggelse)
- Lundsby (bebyggelse)
- Ravnsbæk (bebyggelse)
- Risbæk (vandareal)
- Thybogård (bebyggelse)
- Øgendal Bæk (vandareal)